# 關美寶
關美寶（英語：KWAN Mei-Po），是地理學家，現為香港中文大學（中大）卓敏地理與資源管理學教授、中大太空與地球信息科學研究所（太空所）所長、中大未來城市研究所所長，以及中大崇基學院第13任院長。

## 生平
關美寶生於香港，母親是基督徒。關美寶中學時最喜歡地理科，因此入讀中大後選讀地理 ，住在崇基學院學生宿舍神學樓。本科二年級時她前往日本東京國際基督教大學任交換生一年。
關美寶1985年於香港中文大學以一級榮譽畢業，獲社會科學學士學位，於1989年獲美國加州大學洛杉磯分校城市規劃碩士，1994年獲美國加州大學聖巴巴拉分校地理學博士。她於1995 年於美國俄亥俄州立大學開始她的職業生涯，並成為俄亥俄州立大學社會與行為科學傑出教授。2013至2019年於美國伊利諾大學厄巴納香檳分校從事教研工作，擔任地理及地理信息科學系教授。2019年返回中大，出任太空所所長、卓敏地理與資源管理學教授，2023年起擔任中大崇基學院院長及中大未來城市研究所所長。
由關美寶所領導的太空所於2023年舉行遙感衞星建設項目啟動儀式，為首個獲香港政府資助的對地觀測衞星建設項目。研究團隊將自主研製並發射首顆中大衞星，未來將服務於自然災害監測、碳中和、可持續發展等研究領域 。

## 研究
關美寶主要研究領域包括環境與健康、城市中的交通與社會不平等問題、可持續城市、人類流動、大數據分析及地理信息科學等，並在這些領域作出了開創性的貢獻。她是開發和使用全球定位系統（GPS）和實時移動感應技術（例如空氣質量傳感器）收集個人數據的全球傑出領袖，也是採用遙感技術進行交通監測和研發香港第一個近地軌道衛星的第一人。
關美寶的研究強調地理信息科學方法在健康與城市地理研究中的應用，尤其關注人類日常活動的時空間特徵以及建成環境與社會環境等對個體日常生活經歷及健康的影響。近期關美寶率研究團隊進行的大型研究項目包括個人環境暴露（如噪音、空氣污染及綠地等）對人類生理和心理健康的影響、女性性工作者的健康風險、青少年和成年人藥物濫用、新冠肺炎高風險地點的時空分佈、新冠肺炎抗疫措施的相關私隱問題以及建立地理空間虛擬數據區域以保障地理隱私等 。
針對2023年颱風海葵引發香港黑雨造成的嚴重水災，關美寶及地理與資源管理系校長特聘助理教授馬培峰率領研究團隊，透過研究 SAR 衛星圖像，對受災區域進行水浸監測，成果對於災情研判和應急措施具有重要作用 。

## 成就
關美寶對多個研究領域（包括環境與健康、城市中的交通與社會不平等問題、可持續城市、人類流動及地理信息科學等）作出了開創性和變革性貢獻，是這些研究領域蜚聲國際的領軍人物。關美寶迄今已發表470 多篇國際研究期刊文章及書籍專刊，主持和共同主持50多項由美國國家科學基金、美國國立衛生研究院、歐盟研究資助局、中國國家自然科學基金及香港研究資助局等資助的研究課題，並曾先後膺選為英國社會科學院院士、英國皇家地理學會會士、美國科學促進會（AAAS）會士、美國地理學家協會會士及國際城市信息學會會士 。
關美寶的研究具有全球和多學科影響力，曾在世界各地著名大學或國家級科學院（如哈佛大學、麻省理工學院、牛津大學、瑞典皇家文學院、荷蘭皇家文理學院和中國科學院等）發表大量主題演講和傑出演講。迄今為止，她已在20多個國家發表了超過 390場主題演講和受邀演講。關美寶於2019及2021年入選科睿唯安（Clarivate Analytics）全球高被引學者榜單。此外，根據斯坦福大學2022年全球頂尖科學家名單，關美寶在地理學領域位列全球第四。根據全球學者庫2023年全球科學家在所屬領域的排名，關美寶在地理學領域位列全國第一。
關美寶曾任《Annals of the American Association of Geographers》主編長達12年、《Regional Studies》主編、《Geographical Analysis》副主編、美國地理學家協會全國委員、美國地理信息科學大學委員會（UCGIS）董事會成員、地理信息科學國際會議2012大會主席、國際華人地理信息科學協會主席（2014-2015）、美國地理學家協會地理信息科學及健康地理學專業組主席。關美寶也曾受聘於多個重要國家級科研基金的評審專家委員或評審，包括美國國家科學基金、美國國立衛生研究院、歐盟研究資助局、加拿大自然科學和工程研究基金、奧地利科學基金、澳大利亞研究資助局、英國皇家地理學會、法蘭德斯（比利時）研究基金、香港研究資助局、及瑞士國家科學基金，關美寶曾是100多種學術期刊的審稿人。

## 獎項
- 2004年，英國皇家地理學會會士[5]
- 2005年，美國地理信息科學大學委員會傑出科研成就獎[5]
- 2005年，美國地理學家協會交通地理專業組Edward L. Ullman Award傑出貢獻獎[10]
- 2009年，美國科學促進會會士[5]
- 2011年，美國地理學家協會傑出學術成就獎，為該會創會百多年來首位獲此殊榮的亞裔女性學者 [11]
- 2016年，美國地理學家協會米勒獎 [12]
- 2016年，美國地理學家協會健康地理學專業組Melinda S. Meade傑出學術成就獎[5]
- 2016年，古根海姆獎 [13]
- 2017年，國際華人地理信息科學協會（CPGIS）傑出學者獎 [14]
- 2017年，英國皇家地理學會交通地理專業組傑出學術貢獻獎Alan Hay Award[15]
- 2018年，美國地理學家協會斯坦利布倫地理創意獎[16]
- 2018年，英國社會科學院院士 [17]
- 2019年，科睿唯安2019年最廣獲徵引研究人員 “Highly Cited Researchers 2019” by the Clarivate Analytics[18]
- 2020年，美國地理學家協會會士
- 2021年，美國地理學家協會威爾班克斯地理學變革研究獎 [19]
- 2021年，Research.com全球科學家在所屬領域的排名，關美寶在社會科學及人文學科的領域中，位列全國第三。
- 2021年，科睿唯安2021年最廣獲徵引研究人員 “Highly Cited Researchers 2019” by the Clarivate Analytics [20]
- 2022年，美國地理學家協會詹姆斯‧安德森應用地理學榮譽勳章，為首位華裔學者獲得此殊榮 。[21]
- 2022年，斯坦福大學全球頂尖科學家名單，關美寶在地理學領域位列全球第四
- 2023年，國際地理聯合會地理資訊建模委員會地理資訊建模傑出成就獎 [22]
- 2023年，全球學者庫2023年全球科學家在所屬領域的排名，關美寶在地理學領域位列全國第一[8][9]。
- 2024年,  中國地理學會會士。

## 研究項目
參見 http://meipokwan.org/Index.html#Projects （页面存档备份，存于）

## 著作
參見 http://meipokwan.org/Index.html#Publications （页面存档备份，存于）

## 演講
參見 http://meipokwan.org/Present.html （页面存档备份，存于）
| 學術機關職務  | 學術機關職務                         | 學術機關職務 |
| ------------- | ------------------------------------ | ------------ |
| 前任： 方永平 | 香港中文大學崇基學院院長 2023年–至今 | 繼任： -     |